# Timarcha parvicollis
Timarcha parvicollis is een keversoort uit de familie bladkevers (Chrysomelidae). De wetenschappelijke naam van de soort werd in 1856 gepubliceerd door Wilhelm Gottlob Rosenhauer.